# هیناودو ژانه‌کینی
هِـیناوْدو ژانه‌کینی (پرتغالی: Reynaldo Gianecchini؛ تلفظ پرتغالی:[ʁejˈnawdu ˌʒɐneˈkini]؛ زادهٔ ۱۲ نوامبر ۱۹۷۲) هنرپیشه فعلی و مدل سابق اهل برزیل است.
او از اوت ۲۰۱۱ با نوعی سرطان نادر خون به نام «لنفوم آنژیوایمونوبلاستیک سلول تی» دست‌وپنجه نرم می‌کند و تحت مداواست..
از کارهای معروف او می‌توان به بازی در فیلم‌ دوست هندوی من اشاره کرد.